# Albert Rivera
Alberto Carlos Rivera Díaz (Barcellona, 15 novembre 1979) è un politico spagnolo, presidente del partito Ciudadanos dal 2006 al 2019.

## Biografia
Nato a Barcellona, a 16 anni ha vinto i campionati catalani di nuoto  e ha giocato a pallanuoto per la Granollers.
Studia giurisprudenza a ESADE, parte della Università Ramon Llull, laureandosi nel 2002. Ha cominciato un master in diritto costituzionale dallo stesso istituto nel 2002 che non ha completato. Ha inoltre studiato per un anno presso l'Università di Helsinki, grazie ad una borsa di studio Erasmus. Ha anche seguito un corso di marketing politico presso la George Washington University.
Una volta completati gli studi universitari, ha iniziato a lavorare come consulente legale presso La Caixa nel 2002. Ha smesso di lavorare per La Caixa nel 2006, quando è diventato il presidente di Ciudadanos. Nel 2007 e nel 2011 è stato di nuovo eletto come presidente. Rivera è stato eletto al Parlamento della Catalogna nelle elezioni parlamentari del 2006, e ne è rimasto membro fino a che non si è dimesso prima delle elezioni generali del 2015, nelle quali è stato eletto deputato. In quelle elezioni il partito ottiene il 13,93%, riuscendo ad avere 40 seggi nel Congresso dei deputati.
Nelle elezioni dell'aprile 2019 il partito cresce con il 15,86% e 57 deputati, ma crolla nelle elezioni generali del novembre 2019 dove ottiene solo il 6,72% dei voti e 10 seggi. Rivera decide allora di dimettersi e di lasciare la politica.
Nel marzo 2020 ha cominciato a lavorare presso lo studio legale Martínez Echevarría.